# Кунео (провинция)
Кунео (итал. Provincia di Cuneo, окс. província de Coni, пьем. Provincia ëd Coni) — провинция в Италии, в регионе Пьемонт.

## История
В 1947 году часть территории провинции отошла ко Франции, в том числе знаменитый памятник доисторического искусства Долина чудес.

## Экономика
В провинции развито виноделие, пивоварение.
Важную роль в гастрономической промышленности Кунео играет сыроварение. Здесь выпускают сыры грана падано, тома пьемонтезе. На ферме Le Fattorie Fiandino производят единственный в мире «пивной» сыр Frumage Baladin (в свежее коровье молоко добавляется нефильтрованное пиво хозяйства Baladin)